# Johann Heinrich Schmelzer
Johann Heinrich Schmelzer  (Scheibbs, 1620 - Praga, 1680) fue un compositor y violinista austriaco del periodo barroco.
Famoso y célebre virtuoso del violín, escribió varios ballets para actuaciones en Italia, estableciéndose en la ciudad de Viena entre 1675 y 1680. Compuso algunos oratorios, pero mucho más importantes son las sonatas para violín solo, que influyeron en posteriores compositores como Biber y Walther.
Schmelzer fue uno de los violinistas más importantes de la época, y una importante influencia sobre posteriores compositores para violín alemanes y austriacos. Realizó contribuciones sustanciales al desarrollo de la técnica del violín, promovió el uso y desarrollo de las formas sonata y suite en Austria y el sur de Alemania. Fue el principal compositor austriaco de su generación, así como una influencia sobre Heinrich Ignaz Biber.

## Vida
Schmelzer nació en Scheibbs, Baja Austria. Casi nada se sabe de sus primeros años y la mayor parte de la información que sobrevive de su pasado fue contada por el propio compositor en su petición de ennoblecimiento de 1673. Describió a su padre como un soldado, si bien en el certificado de matrimonio 1645 de su hermana Eva Rosina, el padre figura como panadero. Schmelzer no menciona el nombre de su padre, pero el certificado de matrimonio de Eva Rosina lo hace: Daniel Schmelzer. En cualquier caso, no está claro dónde y de quién recibió Schmelzer su formación musical inicial. Sus actividades antes de 1643 son igualmente desconocidas. El compositor es mencionado por primera vez en un documento fechado el 28 de junio de 1643, en relación con su primer matrimonio.

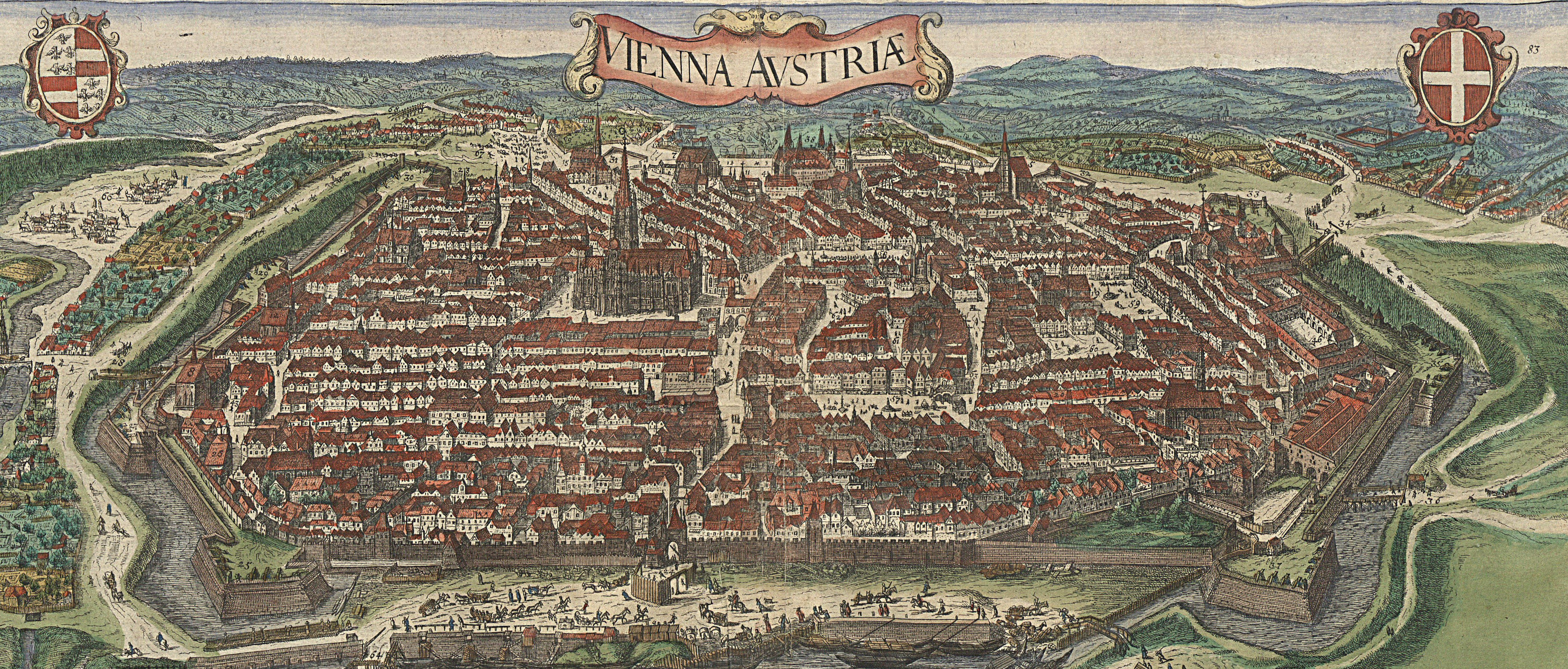
Viena en 1609, de Jacob Hoefnagel (1609) y recoloreada por Claes Jansz Visscher (1640).

Se le refiere como cornetista en la Catedral de San Esteban de Viena (Stephansdom). La fecha de su llegada a Viena se desconoce, aunque se cree que trabajó en la capilla de la corte a finales de la década de 1630, al servicio de Fernando II y después de 1637 al servicio de Fernando III. Entre los colegas de Schmelzer en la capilla se encuentran tan distinguidos compositores como Johann Jakob Froberger, Giovanni Valentini y Antonio Bertali. 
Permaneció como compositor y músico en la corte de los Habsburgo durante el resto de su vida. 
Schmelzer fue nombrado oficialmente violinista de la corte en 1649. Nuestro conocimiento de su puesto, funciones y actividades es incompleto. Al parecer alcanzó renombre como virtuoso del violín y como compositor. Disfrutó de una estrecha relación con el emperador Leopoldo I, que era un patrón bien conocido de las artes y compositor él mismo, y para quien compuso el ballet La contesa dell'aria e dell'acqua. Schmelzer comenzó a publicar su música en 1659. Fue nombrado vice-maestro de capilla el 13 de abril de 1671. El 14 de junio de 1673, tras haber solicitado ennoblecimiento, el Emperador ascendió a Schmelzer al rango de noble; por lo que a partir de entonces añadió «von Ehrenruef» a su nombre.
Finalmente, después de que su predecesor Giovanni Felice Sances hubiera muerto, Schmelzer se convirtió en Kapellmeister el 1 de octubre de 1679. Lamentablemente cayó víctima de la peste a principios de 1680 y murió en Praga, ciudad a la que la corte vienesa se había mudado en un intento de eludir la epidemia.
Cuatro de sus hijos son conocidos: Andreas Anton Schmelzer (26 de noviembre de 1653 - 13 de octubre de 1701), compositor; Peter Clemens Schmelzer (28 de junio de 1672 - 20 de septiembre de 1746), compositor menor; Franz Heinrich Schmelzer (nacido el 27 de junio de 1678), sacerdote jesuita; y George Joseph Schmelzer (fechas desconocidas).

## Obra
Schmelzer alcanzó gran reputación en un campo (violín y composición para violín), que en ese momento estaba dominado por los italianos. De hecho, un viajero se refirió a él en 1660 como "prácticamente el violinista más eminente de toda Europa". Sonatae unarum fidium de Schmelzer de 1664 fue la primera colección de sonatas para violín y bajo continuo que fue publicada por un compositor de habla alemana. Contiene el virtuosismo brillante, la estructura seccional y las largas variaciones de bajo típicas de la sonata para violín de mediados del Barroco.
Schmelzer fue el compositor austriaco más importante de música instrumental de su época y tuvo una gran influencia en el violinista y compositor austríaco Heinrich Ignaz Franz Biber (1644-1704), quien se cree que fue uno de los alumnos de Schmelzer.
- Lamento por la muerte de Fernando III (1657)
- Duodeno selactarum sonatarum (1659)
- Sacroprofanus Concentus (1662)
- Sonatae unarum fidium seu a violino solo (1664)
- Die Musikalische Fechtschul (1668)
- 150 suites, música vocal y música sacra

Música sacra
- Ad cocentus o mortales ad triumphos - SSATTB, 2 vln, 3 vla, 2 corn, 2 clar, 4 trbn, vlne, bc
- Compieta - SATB, 2 vln, vc, corn, 2 trbn, vlne, bsn, bc:

- Cum Invocarem
- In te Domine
- Qui habitat in adjutorio
- Ecce nunc benedicite
- Te lucis ante terminum
- Nunc dimittis
- Currite, accurrite, caeli et terra - SATB, 2 vln, 3 vla, vlne, bc
- Die Stärke der Liebe (Sepolcro) - SSATT, 2 vln, bc
- Hodie lux tua, sancti fulgebit - SATB, 2 vln, 3 vla, vlne, bc
- Inquietum est cor meum - SATB, 2 vln, 2 vla, vlne, bc
- Le memorie dolorose - SSATTTBB, 2 vln, 4 vla, 2 gamba, bc
- Missa Dei patris benedicte - SSAATTBB, 5 vla, 2 clar, 3 trbn, vlne, bc
- Missa Jesu crusifixi - SSAATTBB, 2 vln, 4 vla, 2 clar, vlne, bc
- Missa Mater purissima - SATB, 3 vla, corn, 3 trbn, vlne, bc
- Missa Natalis (Kyrie & Gloria) - SSATTB, 2 vln, 2 vla, 2 clar, 4 trbn, vlne, bc
- Missa Peregrina in honorem Sancti Rochi - SATB, 3 vla, 2 corn, 3 trbn, vlne, bc
- Missa pro defunctis (Kyrie, Sanctus & Agnus) - SATB, 3 vla, bc
- Missa Sancti Joannis - SATB, 2 vln, 2 vla, 3 trbn, vlne, bc
- Missa Sancti Spiritus - SSATTB, 2 vln, 2 vla, 2 corn, 2 clar, 4 trbn, bc
- Missa Sancti Stanislai - SATB, 2 vln, 3 vla, bc
- Missa Tarde venientium in honorem Sancti Wenceslai - SATB, 2 vln, corn/trbn, vlne, bc
- Nos autem gloriari - SATB, 3 vla, vc, vlne, bc
- O Jesu summa charitas - SATB, 2 vln, 2 vla, theorbo, bc
- Sileat misericordiam tuam, o bone Jesu - SATB, vln, 3 vla, vlne, bc
- Terra triumphans jubila - SATB, 2 vln, gamba, vlne, bc
- Vesperae brivissimae de beatissimae virgine et de apostolis - SATB, 2 vln, vc, corn, 2 trbn, bsn, bc

- Dixit Dominus
- Laudate pueri
- Laetatus sum
- Nisi Dominus
- Lauda Jerusalem
- Credidi
- In convertendo
- Domine probabasti me
- Magnificat
- Vesperae solemnis pleno coro - SSAATTBB, 2 vln, 5 vla, 2 corn, 2 clar, 3 trbn, vlne, bc